# Trapezites sciron
Trapezites sciron is een vlinder uit de familie van de dikkopjes (Hesperiidae). De wetenschappelijke naam van de soort is voor het eerst geldig gepubliceerd in 1914 door Gustavus Athol Waterhouse & George Lyell.